# Мазепіана
Мазепіана — серія графічних картин заслуженого художника України, лауреата Національної премії України імені Тараса Шевченка С. Г. Якутовича, присвячена гетьману України Івану Мазепі.

## Опис графічних робіт
Серія графічних робіт складається з 5 циклів. Перший цикл робіт намальований на тему літературного твору гетьмана Мазепи («Дума іли пісня»), другий цикл робіт намальований за мотивами «Історії Карла XII» Вольтера, третій цикл намальований за мотивами поеми Байрона «Мазепа», четвертий цикл намальований за мотивами твору Віктора Гюго «Мазепа» і п'ятий цикл за мотивами поеми Олександра Пушкіна «Полтава».
За серію графічних картин «Мазепіана» та інші роботи Національний університет висунув С. Г. Якутовича на присудження Національної премії України імені Тараса Шевченка [http://taras-premia.org.ua/?fname=1138020574&level=1&templ=t1%5Bнедоступне+посилання+з+квітня+2019%5D][недоступне посилання з вересня 2019], яка була йому присуджена в 2004 році [http://taras-premia.org.ua/?fname=1134563061&level=2&templ=t1&o_st=o1%5Bнедоступне+посилання+з+квітня+2019%5D][недоступне посилання з вересня 2019].

## Виставки картин «Мазепіани»
Картини серії «Мазепіана» виставлялися в Галереї мистецтв НаУКМА та галереї Сергія Якутовича (Київ), Івано-Франківському художньому музеї , Львівському Палаці мистецтв [недоступне посилання з квітня 2019], Полтавському художньому музеї  [Архівовано 30 жовтня 2007 у Wayback Machine.], Запорізькій галереї мистецтв  і т. д.
На думку мистецтвознавця із Тернополя Віри Стецько, Якутович «скрупульозно опрацьовує кожен сантиметр. Але він використовує таку кількість персонажів і предметів, так їх поєднує, застосовує такі метафори, що з наскоку не те що весь проєкт не охопити — дай Бог з одним полотном розібратися».
9 грудня 2005 відбулася виставка картин серії «Мазепіана» в Парижі в приміщенні Українського культурно-інформаційного центру. 

## Каталог «Мазепіани»
У 2005 році в Чехії вийшов каталог «Мазепіана», де були розміщені картини цієї серії. Каталог вийшов 4 мовами: французькою, англійською, українською та російською. 20 січня 2006 року частину тиражу цього каталогу було передано до Фонду подарунків Президента України. У церемонії передачі каталогу взяли участь дипломати, банкіри й народні депутати України. 